# NGC 702
NGC 702 é uma galáxia espiral barrada (SBbc/P) localizada na direcção da constelação de Cetus. Possui uma declinação de -04° 03' 20" e uma ascensão recta de 1 horas, 51 minutos e 19,2 segundos.
A galáxia NGC 702 foi descoberta em 20 de Setembro de 1784 por William Herschel.